# Цецивиль
Цецивиль (нем. Zäziwil) — коммуна в Швейцарии, в кантоне Берн. 
Входит в состав округа Конольфинген. Население составляет 1569 человек (на 31 декабря 2006 года). Официальный код — 0628.